# Gentleman att hyra
Gentleman att hyra är en svensk komedifilm från 1940 i regi av Ragnar Arvedson.

## Handling
Den internationellt kända kabarétsångerskan Claire Wanner återvänder till Sverige efter många triumfer i utlandet. Vid ett uppträdande i Stockholm förälskar sig två kamrater, godsägaren Bertil Kronberg och den norske flyglöjtnanten Gunnar Ståhle, i henne. De kommer på idén att övertala en tredje kamrat, kompositören Adrian Malme, att utge sig för att vara Bertil för att på så vis få veta om hon skulle kunna älska någon som inte är en förmögen godsägare. Det dröjer dock inte länge innan Claire Wanner avslöjar deras plan, men innan filmen slutar har kompositören skrivit en romantisk melodi åt henne som gör stor succé.

## Om filmen
Premiärvisning den 11 november 1940 i Stockholm. Som Bertil Kronbergs gods Roslagsholm användes Graninge stiftsgård utanför Nacka.

## Rollista i urval
- Åke Söderblom - Adrian Malme
- Sickan Carlsson - Claire Wanner, sångerska
- George Fant - Bertil Kronberg, godsägare
- Georg Løkkeberg - flyglöjtnant Gunnar Ståhle
- Eva Henning - Greta, dotter till Malmes hyresvärdinna
- Eric Abrahamsson - Augustsson, musikförläggare
- Gösta Cederlund - Parnell, teaterdirektör
- Gun-Mari Kjellström - Lillan, Kronbergs sommarbarn
- Carin Swensson - Magda, Claire Wanners påkläderska
- John Botvid - kamrer hos Augustsson
- Ejnar Haglund - licentiat Haglund, allvetare